# Ex Libris (band)
Ex Libris is een Nederlandse symfonische metalband uit Boxtel. De leadzangeres van de band is Dianne van Giersbergen.

## Geschiedenis
De groep werd in 2003 opgericht door Dianne van Giersbergen, een heavy metal-sopraan die klassiek werd geschoold, en de drummer Joost van de Pas. Hij speelt inmiddels niet meer voor de band. Met de komst van gitarist Eva Albers, toetsenist Koen Stam en gitarist Paul van der Broek was de formatie in 2004 compleet. De band trad aanvankelijk alleen lokaal op; tijdens de opnames van hun debuutalbum Amygdala (2008) voegde bassist Peter den bakker zich bij de band. De samenstelling wisselde daarna verschillende malen.
Amygdala werd goed ontvangen en de bekendheid groeide verder nadat Ex Libris optrad in de programma's van bands als Stream of Passion, Epica en ReVamp. Er werden intussen ook optredens gegeven in omringende Europese landen. Ondertussen slaagde Van Giersbergen in 2012 als master klassieke muziek aan het ArtEZ Conservatorium in Arnhem.
In 2014, kwam Ex Libris met een nieuw album, Medea, dat de Griekse tragedie over Medea als thema heeft. De rol van Jason werd vertolkt door de zanger Damian Wilson, bekend van bands als Threshold en Maiden uniteD.
Nog steeds 2014 werd Van Giersbergen ernaast leadzangeres van de Duitse band Xandria. Door het succes van Xandria verminderde de activiteit van Ex Libris. In 2017 verliet ze Xandria weer.
Sinds 2018 werkt de groep aan de muzikale trilogie ANN; de financiering ervoor komt via crowdfunding. Het eerste deel is gewijd aan Anna Boleyn, de tweede vrouw van de Engelse koning Hendrik VIII en koningin van Engeland. In het werk vertelt ze het verhaal in de rol van Boleyn. In het tweede deel speelt ze de rol van Anastasia Romanova. Zij was de dochter van de Russische tsaar Nicolaas II en werd tijdens de Russische Revolutie door de bolsjewieken geëxecuteerd. Aan het tweede deel werkte het Oeral-Kozakkenkoor uit Rijswijk mee. De hoofdrol van het derde deel van ANN is Anne Frank.

## Studioalbums
- Amygdala (2008)
- Medea (2014)
- ANN (2019)
  - Chapter 1: Anne Boleyn (2018)
  - Chapter 2: Anastasia Romanova (2019)
  - Chapter 3: Anne Frank (2019)

## Bandleden

### Huidige bandleden
Het jaartal achter de naam staat voor de entree van deze persoon in de band.
- Dianne van Giersbergen – zangeres (2003)
- Bob Wijtsma – gitarist (2015)
- Luuk van Gerven – basgitarist (2015)
- Joost van den Broek – keyboards (2019)
- Harmen Kieboom – drums (2015)

### Voormalige bandleden
- Bram van Breugel – basgitarist (2004-2006)
- Joost van de Pas – drums (2003-2012)
- Koen Stam – keyboards (2003-2019)
- Eva Albers – gitarist (2004-2009)
- Paul van den Broek – gitarist (2003-2014)
- Eelco van der Meer – drummer (2013-2014)
- Peter den Bakker – basgitarist (2007-2014)